# Bienvenida Pérez Blanco
Bienvenida Pérez Blanco (València, 15 de febrer de 1957) és una col·laboradora ocasional de programes de televisió, aristòcrata per matrimoni i escriptora. Es va fer popular a l'Estat espanyol arran la seua aparició en programes com ¡Hola, Raffaella! (TVE), Carta blanca (Canal 9) i Dret a parlar (TV3), després d'haver protagonitzat un escàndol matrimonial amb un ministre britànic. Va ostentar el títol de Lady Buck després del seu primer matrimoni i el de Comtessa Sokolow després del segon.
En l'actualitat resideix a la ciutat de Liverpool i enguany (2012) es presenta a l'alcaldia d'esta ciutat.

## Aparicions televisives
Entre d'altres:
- Sálvame (2010), a Tele 5.
- Buenafuente (2008), a LaSexta.
- El Club (2008), a TV3.
- Si yo fuera tú (2007), a Antena3.
- En antena (2006), a Antena3.
- ¿Dónde estás, corazón? (2006, 2007, 2008), a Antena3.
- A tu lado (2006, 2007), a Tele 5.
- Salsa Rosa (2006), a Tele 5.
- Esta cocina es un infierno (2006), a Tele 5.
- Tómbola (1994, 1995, 1996, 1997, 1999, 2000), a Telemadrid.
- La máquina de la verdad (1994), a Tele 5.
- Dora Dora (1994), a TVE1.
- Dret a parlar (1994), a TV3.
- Carta Blanca (1994), a Canal 9.
- ¡Hola, Raffaella! (1994), a TVE1.

## Obres publicades
- Pérez, Bienvenida. The Daily Mail. Bienvenida: The Making of a Modern Mistress (en anglès).  Londres: Smith Gryphon/Blake Publising, 1996, p. 240 p.. ISBN 978-1-85685-112-1.

- Pérez, Bienvenida. Hazte valer (en castellà).  Barcelona: Ediciones B, 2006, p. 250 p.. ISBN 978-0-9558256-0-6.